# Fortifikační plány pevnosti Josefov

Fortifikační plán pevnosti Josefov

Fortifikační plány pevnosti Josefov, která je v současné době městskou památkovou rezervací a pevnostním městem založeným císařem Josefem II., se z období budování dochovaly v podobě velkého množství půdorysů, detailů, řezů, profilů a poměrně velkého množství plánů, ať již obranných nebo tzv. rapportů. Další plány a dokumentace pochází z období aktivace pevnosti až do období zrušení pevnostního statusu. Podle plánů francouzského inženýra Duhamela de Querlonde byla pevnost, jež je od roku 1948 součástí Jaroměře, se kterou vytvářejí tzv. dvojměstí, vybudována v letech 1780–1787 nad soutokem řek Labe a Metuje. Josefov byl ve své době vrcholným dílem evropského fortifikačního (obranného) stavitelství. Je však pravdou, že ve válečném konfliktu nikdy nefiguroval, a protože se od 19. století taktika bojů ubírala jiným směrem, byl v roce 1888 vyřazen z pevnostního statusu.

## Uchovávání plánů
Celkový součet dochovaných archiválií skýtá v dnešní době přibližně 300 výkresů a plánů. Fond fortifikačních plánů je uložen v ÖSTA-Wien, Kriegsarchiv (ÖSTA-KA) a ve Vojenském historickém archivu (VHA) v Praze.

## Zpracování

Fortifikační plán pevnosti Josefov – barevná škála patrná ve spodní části obrázku

V roce 2009 rozhodl VHA o digitalizaci těchto plánů, aby umožnil jejich uspořádání a lepší manipulaci. Plány totiž místy dosahují rozměrů přesahující dvoumetrové délky či šířky. Digitalizace probíhala v letech 2009–2012 na velkoplošné snímací kameře s podtlakovou deskou, aby se získal co nejlepší digitální obraz a zároveň nedošlo k poškození plánů. Skenování probíhalo do bezztrátového formátu TIFF s rozdělením do jednotlivých složek podle inventáře z roku 1988, který slouží pro základní vyhledávání. U části fondu pak došlo ke zkušební vektorizaci plánů, aby bylo možné s nimi nakládat zcela digitálně. Důležitou součástí rapport plánů je i kolorování, které nebylo při vektorizaci zachyceno, čímž by byla ztracena část informační hodnoty. Na přiložených fotografiích je vidět, že při digitalizaci se používá barevná škála jako refence barev a odstínů šedi pro případnou barevnou korekci.

## Kolorované rapport plány

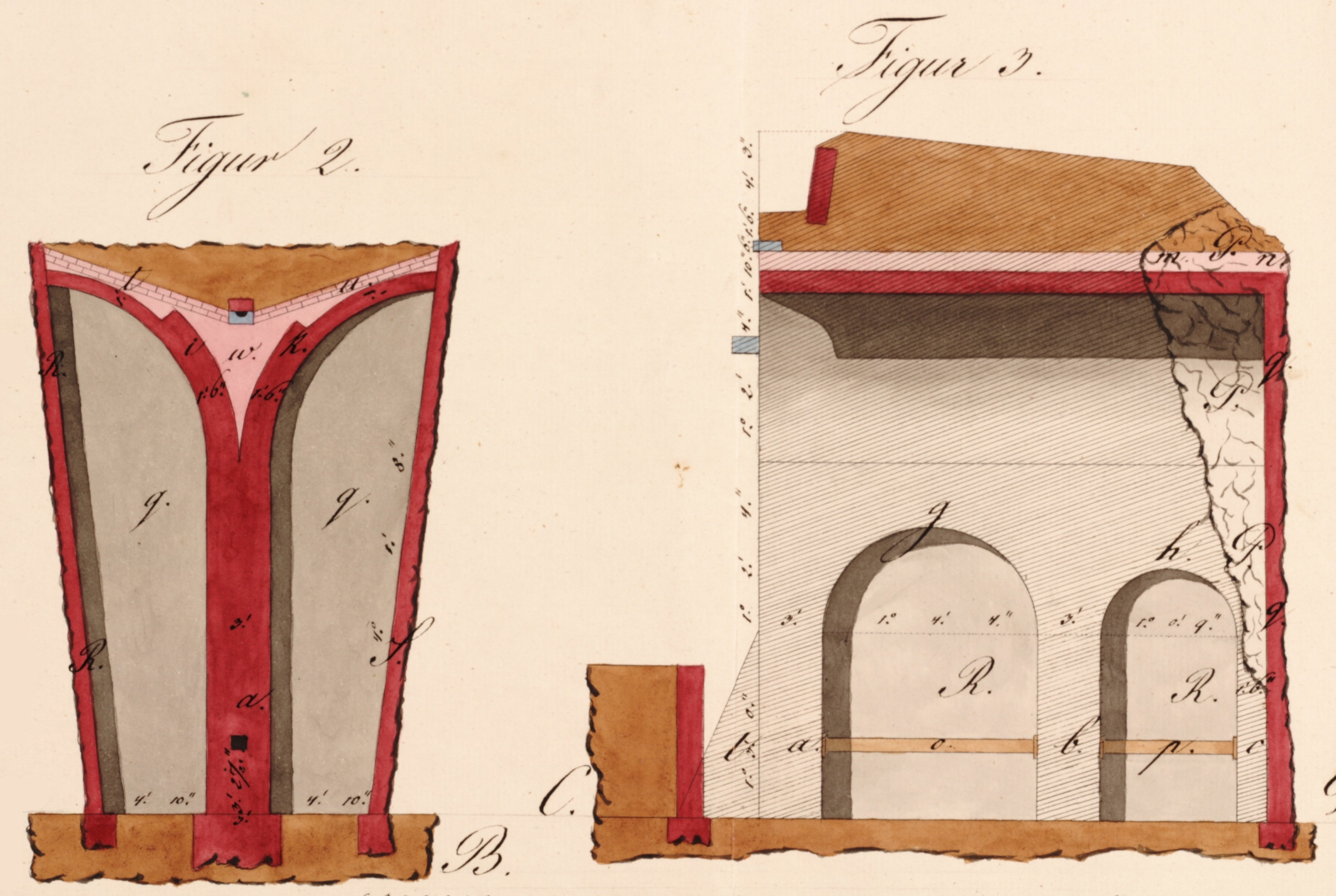
Detailní ukázka kolorování fortifikačních plánů (výřez)

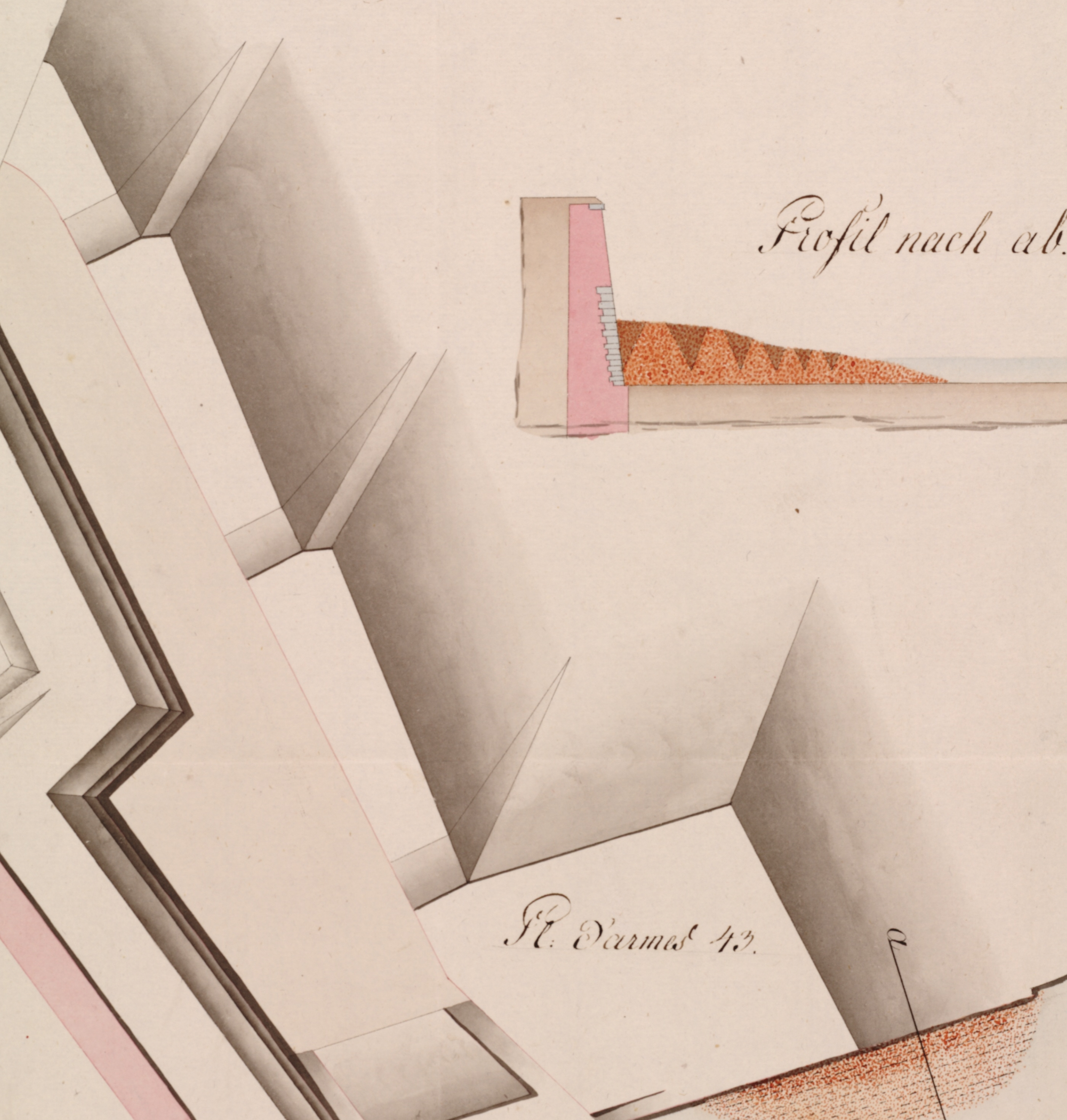
Deatilní ukázka stínování fortifikačních plánů (výřez)

Tzv. rapport plány jsou důležitou částí fondu, které zobrazují jednotlivé objekty, jejich umístění v pevnostním celku a jejich případné řezy. Za nejpodstatnější vypovídací část rapport plánů je považováno jejich kolorování. Barevně jsou odlišené cihelné části (různé odstíny červené), pískovcové a vápencové (světle hnědá a bílá), dřevěný materiál (tento je žlutý nebo hnědý, záleží na tom, co je danou barvou zachyceno, např. výdřeva kanálů žlutě, piloty a založení hnědě), zásypový kámen (modrá), hlína (různé odstíny hnědé) a tráva (zeleně, podobně jsou ale znázorněny i bažiny).
Specifická je barva šedá a modrošedá, která se používá pro pískovce a hlavně pro stíny. Všechny výkresy jsou totiž pečlivě stínované pro docílení jisté plasticity. Světlo vždy na stavbu dopadá z levého horního rohu. Díky kolorování lze dobře rozpoznávat materiály, ze kterých jsou jednotlivé části vybudovány, což je při absenci jakékoliv legendy nebo doplňující technické dokumentace podstatné.